# Misa de Notre Dame

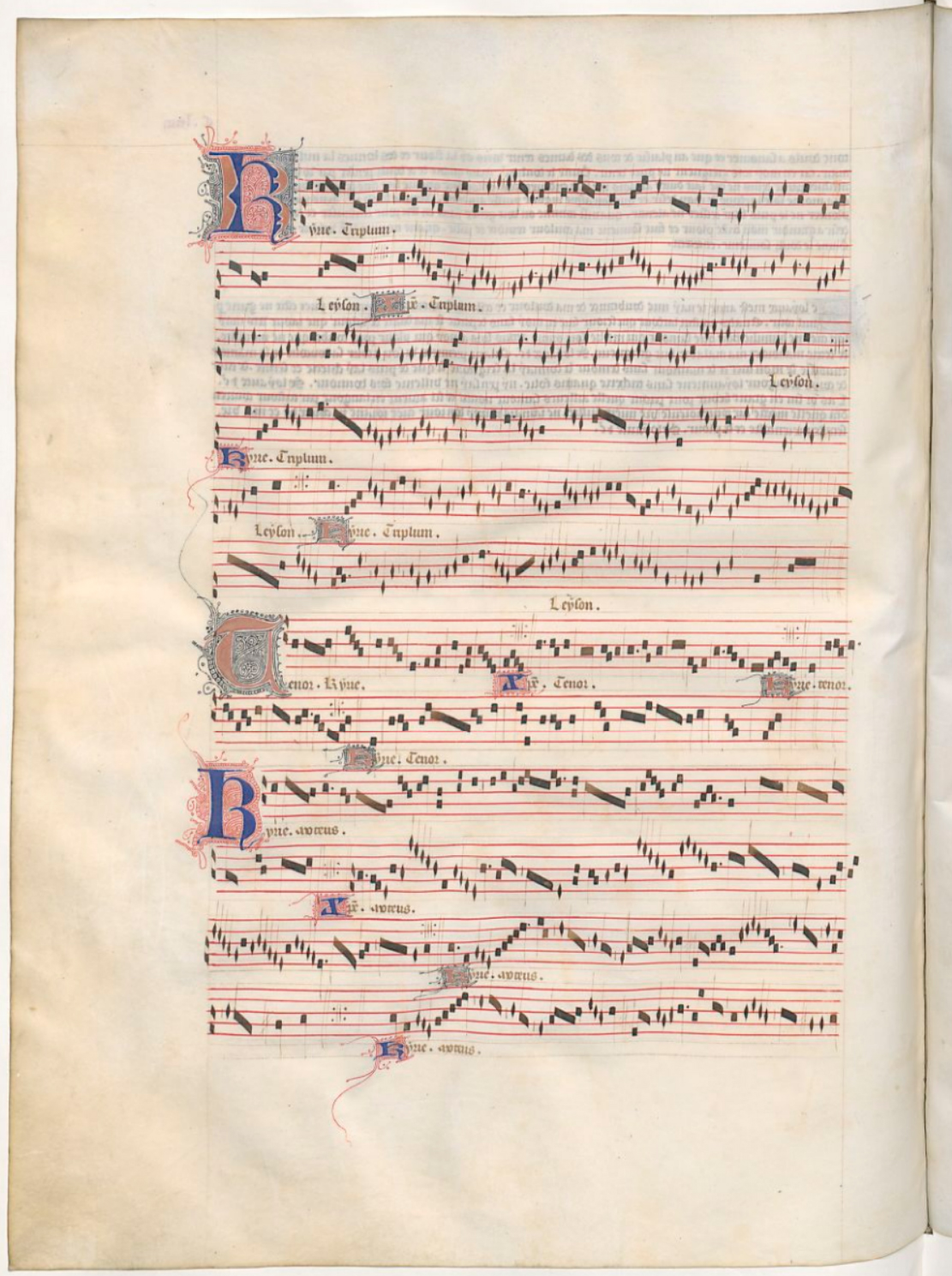
Manuscrito del Kyrie de la Messe de Nostre Dame.

La Misa de Notre Dame (título original en francés: Messe de Nostre Dame; traducción al español: Misa de Nuestra Señora) es una misa polifónica compuesta por el poeta, músico y clérigo francés Guillaume de Machaut, para la Catedral Notre-Dame de Reims, de donde era canónigo.
Compuesta antes de 1365, la Misa de Notre Dame es una de las obras maestras de la música medieval y de todo el repertorio religioso. Además es la composición más antigua del ordinario de la misa debida a un único compositor.
Se desconoce la circunstancia específica para la cual fue compuesta la obra, aunque cabe decir que persiste una infundada leyenda que la atribuye a la coronación del rey Carlos V de Francia en 1364. Más allá de las conjeturas, lo claro es que debió tener una connotación de particular solemnidad.

## Estructura

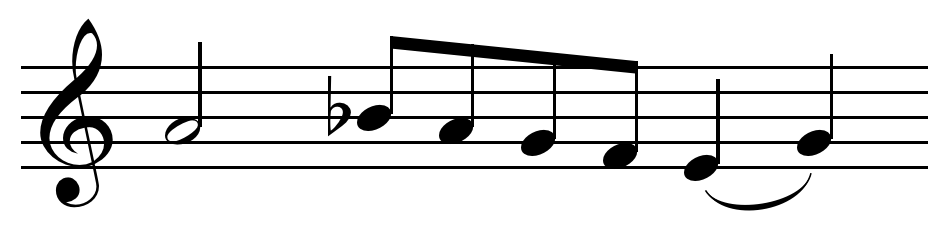
Motivo de la Messe de Nostre Dame, que destaca por su longitud de siete notas.

La Misa de Notre Dame consta de cinco partes: Kyrie, Gloria, Credo, Sanctus y  Agnus Dei, seguidas por la pieza final: Ite missa est. A las tres voces que eran habituales en las obras polifónicas de la época, Machaut añadió una cuarta voz para contratenor. 
Al considerar el ordinario de la misa como una unidad musical, rompe con la costumbre de seleccionar fortuitamente las diferentes partes de este a ser interpretadas durante el servicio. Esta unidad se logra principalmente a partir de la homogeneidad estilística más que por cualquier recurso musical propiamente tal.
Las partes del Gloria y el Credo están compuestas en un estilo silábico (una sílaba por cada nota), probablemente debido a la longitud de sus textos.
No es posible saber a ciencia cierta la forma en que debió ejecutarse la obra, sin embargo es muy probable que todas las voces hayan sido dobladas por instrumentos. Esta tesis es sostenida debido al estilo melódico del contratenor, la presencia de breves interludios en el Gloria y el Credo para el tenor y el contratenor, así como la carencia de texto para esa voz en algunas de las versiones manuscritas de la misa. Esto abre también la posibilidad de que dichas voces hayan sido ejecutadas exclusivamente de forma instrumental, al menos durante algunos episodios de la obra.

## Discografía
La siguiente discografía se ha ordenado por año de grabación, pero la referencia es la de la edición más reciente en CD. En los casos en los que no exista edición en CD, se informa de la correspondiente edición en vinilo. No se incluyen las recopilaciones, solo los discos originales.
Los discos se han separado en tres grupos: los que contienen la misa completa, aquellos que solo contienen una selección parcial de ella y por último los que se han basado en ella para hacer arreglos en un estilo completamente diferente.
Discos que contienen la misa completa
- 1951 – Machaut: Notre Dame Mass for the Coronation of Chares V. The Dessoff Choirs, New York Brass Ensemble, Paul Boepple. (Classic CLP 6193 LP)
- 1955 – Machaut: Messe de Notre Dame. Ensemble Vocal et Instrumental Roger Blanchard, Roger Blanchard. (Ducretet-Thomson 270 C 085 LP)
- 1956 – Machaut: Messe de Nostre Dame. Pro Musica Antiqua de Bruselas, Safford Cape. (Archiv Produktion) . La edición moderna en CD se halla en la compilación:
  - Machaut: Messe de Nostre Dame / 5 Sacred Songs. (Archiv Codex Series 453 162)
- 1961 – Machaut: Mass Notre Dame. The Deller Consort, Mitglieder des Collegium Aureum, Alfred Deller. (Harmonia Mundi) . La edición moderna en CD se halla en las compilaciones:
  - Machaut: Messe de Nostre Dame, Perotinus Magnus: Musique à Notre Dame de Paris. (Deutsche Harmonia Mundi, EMI CDM 7 69 479-2) 
  - Musique de l'École de Notre Dame. (Vanguard Omega Classics OVC 8107)
- 1965 – Machaut: Messe Notre-Dame. Ylioppilaskunnan Laulajat, Ensti Pohjola. (YLLP 2 LP)
- 1966 – Machaut: Messe de Notre Dame. The London Ambrosian Singers, Ensemble Les Menestrels, John McCarthy. (Belvedere ELY 04-30 LP)
- 1968 – Machaut: Messe de Notre Dame. The Purcell Choir, Instrumental Ensemble, Grayston Burgess. (L'Oiseau-lyre SOL 310 LP)
- 1969 – Machaut: Messe de Nostre Dame. Melzer, Haefliger, Stämpfli, Widmer, Mitglieder der Schola Cantorum Basiliensis, August Wenzinger. (Archiv Produktion 25 33 054 LP)
- 1970 – Machaut: Messe de Nostre Dame und Motetten. Capella Antiqua de Múnich, Konrad Ruhland. (Telefunken "Das Alte Werke" SAWT 9566-B LP)
- 1971 – Machaut: Messe de Nostre Dame. Capella Vocale & Instrumentale, Martin Behrmann. (Da Camera Magna SM 94033 LP)
- 1971 – Machaut: Messe de Notre Dame, Johannes de Quatris: Magnificat. Ensemble Polyphonique de l'ORTF, Charles Ravier. (Barclay 995 010 LP)
- 1977 – Machaut: Messe de Nostre Dame & motets. Séminaire européen de musique ancienne, Bernard Gagnepain. (Erato EFM 18 041 LP)
- 1978 – Kamernyi Kor. Chamber Chorus, Valentin Nesterov. (Melodiya) . La edición moderna en CD se halla en la compilación:
  - Monteverdi, Machaut, Britten. (Gramzapis GCD 00319)
- 1979 – Machaut: Le livre du voir dit, messe de nostre dame. Ensemble Les Menestrels, René Jacobs. (Mirror music 00006 / 00009, 3 LP)
- 1979 – Messe de Tournai, Messe de Nostre-Dame. Ensemble Guillaume Dufay, Les Saqueboutiers de Toulouse, Arsène Bedois. (Erato STU 71 303 LP)
- 1983 – Machaut: Messe de Nostre Dame. Taverner Consort & Choir, Andrew Parrott. (Virgin Veritas 89982)
- 1985 – Machaut: Messe de Nostre-Dame & Chansons. The Boston Camerata, Joël Cohen. (Harmonia Mundi HMC 5122 LP)
- 1987 – Machaut: Mass. Hilliard Ensemble, Paul Hillier. (Hyperion CDA 66 358)
- 1988 – Dialogues. Symposium Musicum, Svatopluk Jánys. (Panton 81 0771 LP)
- 1990 – Machaut: Messe Nostre-Dame et L'amour courtois. Ars Antiqua de Paris, Michel Sanvoisin. (Edelweiss 1021)
- 1990 – Messe de Notre Dame de Machaut. Ensemble Gilles Binchois. Dominique Vellard. (Cantus 9624)
- 1996 – Machaut: Messe de Nostre Dame / Songs from Le Voir Dit. Oxford Camerata, Jeremy Summerly. (Naxos 8.553833)
- 1996 – Machaut: Messe de Notre Dame. Ensemble Organum, Marcel Pérès. (Harmonia Mundi HMC 901590)
- 1999 – Machaut, John Dunstable et Guillaume Dufay. Laudantes Consort, Guy Janssens. (Arsonor 002-2)
- 1999 – Machaut: Messe de Nostre Dame. Clemencic Consort, Ensemble Nova, Polifonica Lucchese, Capella Santa Cecilia. René Clemencic. (Arte Nova 271 982)
- 2001 – Machaut: Messe Notre Dame / Motets et Estampies. Obsidienne, Emmanuel Bonnardot. (Calliope 9318)
- 2004 – Machaut: Missa de Nostre Dame. Schola Gregoriana of Cambridge, Mary Berry. (Herald 312)
- 2005 – A Bohemian Christmas. New York's Ensemble for Early Music, Frederick Renz. (Ex Cathedra 14-10346-2)
- 2006 – Machaut: Messe de Nostre Dame. The Zephyrus Medieval Quartet, Paul Walker. (Virginia Arts VA-06436)
- 2008 – Scattered Rhymes. The Orlando Consort. (Harmonia Mundi USA HMU 80 7469, SACD)
- 2008 – Machaut: Messe de Nostre Dame. Diábolus in Música, Antoine Guerber. (Alpha 132)
- 2010 – Messe de Notre-Dame. Ensemble Musica Nova, Lucien Kandel. (Aeon 1093)

Discos que contienen una selección de partes de la misa
| Parte de la misa     | Grabaciones                            |
| -------------------- | -------------------------------------- |
| Kyrie                | PSA, KOL, BIN, KUR, XER, OSN, ROM, KRO |
| Gloria               | ROM                                    |
| Credo                | PAR, PSA, ROM                          |
| Sanctus - Benedictus | PAR, BRO, MON, AMI, BOS, ROM           |
| Agnus Dei            | PAR, DAN, MEN, CAL, ROM, SOU           |
| Ite missa est        | PAR, COL, CAL, ROM                     |
- 1936 – [PAR] Machaut: Messe dite du Sacre de Charles V. Les Paraphonistes de Saint-Jean-des-Matines, Chorus and Brass Ensemble. Guillaume de Van (LP)
- 1939 – [PSA] Les maîtres français du Moyen-Âge. G. de Machaut: Messe du Sacre de Charles V – Pérotin le Grand. La Psallette de Notre-Dame. Jacques Chailley. Gramophone "La Voix de son Maître" (DB 5118, LP)
- 1952 – [BRO] Machaut / Italian Polyphony 14th century. Lemuel Hughes y Clarence Robert. Brompton Oratory Choir. Henry Washington. (HMV-Gramophone HMS 21 LP)
- 1954 – [DAN] Masterpieces of Music before 1750, vol. 1. An Anthology of Musical Examples from Gregorian Chant to J.S. Bach. Danish Soloists and Ensembles. (Haydn Society Recording HSCD 9038)
- 1959 – [PEL] Thirteen Century of Christian Choral Art. Peloquin Chorale. (Gregorian Institute of America EL 100, 3 LP)
- 1970 – [COL] Music of the Ars Nova, Music of Heinrich Isaac. The Columbia University Collegium Musicum. Richard Taruskin. (Collegium Records JE 101 LP)
- 1972 – [KOL] Die Messe. Pro Musica Köln. Johannes Hömberg. (Opus Musicum 101-3, 3 LP)
- 1977 – [MON] Musik der Gotik und der Renaissance. Capella Monacensis. Kurt Weinhöppel. (Calig 30451 LP)
- 1983 – [MIX] (Título desconocido). Mixed chorus. Günther Andergassen. (Koch H 320 901 LP)
- 1985 – [TAR] Trésors de l'Art. La Crucifixion, Retable d'Issenheim. Le Targat. Balard. (Radio France ART 040, Cass.)
- 1994 – [BIN] Le Jugement du Roi de Navarre. Machaut: Ballades, motets, virelais et textes dits. Ensemble Gilles Binchois. Dominique Vellard. (Cantus 9626)
- 1988 – [INT] Le temps musical. Pierre Boulez présente et dirige Pierre Boulez, G. Ligeti, O. Messiaen, E. Carter. Introduction à une histoire du temps musical de Machaut à nos jours. Ensemble Intercontemporain (with voices). Pierre Boulez. (Radio France K5002, Cass.x4])
- 1989 – [KUR] Kurzweil mit Kurtzweyl. Lebendige Musik des Mittelalters im Figurenspiel fahrender Spielleute des 12.-15. Jh. Kurtzweyl. (Verlag der Spielleute CD 8902)
- 1990 – [MEN] Frese Nouvele!. Motetten in ars antiqua und ars nova. Musica Mensurata. (tvd-Verlag FCD 97736)
- 1993 – [AMI] Ad Fontes. Amici musicae antique. Jaroslav Orel. (Ultraphon 9612 0021)
- 1996 – [BOS] Angels. Voices from Eternity. The Boston Camerata. Joel Cohen, Tod Machover. (Erato 0630-14773-2)
- 1996 – [XER] Historique de la Musique Médiévale. Du X ème au XV ème siècle. Ensemble Médiéval Xeremia. Robert Ressicaud. (Xeremia XRM 0496)
- 2004 – [CAL] Carmina Fati. Calmus Ensemble. (Querstand VKJK 0401)

Otros discos basados en la misa
- 1993 – [OSN] Metamorphoses: The Genesis. Osnabrücker Jugendchor, Johannes Rahe, Vladimir Ivanhoff (arreglos). (Teldec 0630-11700-2)
- 1994 – [ROM] Messe d'après Machaut. 2746 après Rome. Jean-Michel Bossini. (L'Empreinte Digitale 13084)
- 1997 – [KRO] Early Music, Lachrymæ Antiquæ. Kronos Quartet. (Nonesuch 79457)
- 2000 – [SOU] Soufflet-peaux. Ensemble Soufflet-peaux. (La Voie sonore LVS02)